# Monzuno
Monzuno é uma comuna italiana da região da Emília-Romanha, província de Bolonha, com cerca de 4.945 habitantes. Estende-se por uma área de 64 km², tendo uma densidade populacional de 77 hab/km². Faz fronteira com Grizzana Morandi, Loiano, Marzabotto, Monghidoro, Pianoro, San Benedetto Val di Sambro, Sasso Marconi.

## Demografia
| Variação demográfica do município entre 1861 e 2011                               |
|                                                                                   |
| Fonte: Istituto Nazionale di Statistica (ISTAT) - Elaboração gráfica da Wikipedia |